# Fairy Captor Oka - 1
Fairy Captor Oka - 1 (フェアリーキャプター桜花　前編 - 1) es una película japonesa, del 26 de marzo de 2010, producida por Zen Pictures. Es una película del género tokusatsu, de acción y aventuras, con artes marciales, dirigido por Toru Kikkawa.
La película tiene una segunda parte con el mismo título: Fairy Captor Oka - 2.
El idioma es en japonés, pero también está disponible con subtítulos en inglés, en DVD o descargable por internet.

## Argumento
Ouka Hinomoto es una capturadora de hechiceros que ha pasado mucho tiempo luchando contra ellos. Por casualidad, Ouka presencia el ataque de un hechicero llamado "trueno" sobre su mejor amiga Tomoni Tengenji, pero Ouka la rescata.
Ahota Tomoni sabe el secreto sobre quien es Ouka, y le pregunta que quien le ayuda a ella. Preocupada por su amiga, Tomoni empieza por iniciativa propia a crear su propio traje y a entrenarse para ayudar y ser una alternativa a Ouka. Con el tiempo, Ouka y Tomoni acabarán luchando juntas. En su lucha, conocen a otra pareja de luchadores contra hechiceros. Uno es el joven Linlow del que se enamora Ouka, y la otra es su hermana mayor Linlang. Los cuatro aunarán sus fuerzas para luchar contra los hechiceros, pero al final tendrán que vérselas con el jefe de los hechiceros. El llamado hechicero "oscuro".